# Maydena
Maydena (лат.) — род хищных коротконадкрылых жуков из подсемейства ощупники (Pselaphinae).

## Распространение
Австралия (штат Виктория).

## Описание
Мелкие коротконадкрылые жуки—ощупники (Pselaphinae). Длина около 3 мм. Основная окраска красновато-коричневая. Вершина рострума головы от угловатой до округлой, с глубоким узким вырезом, заполненным плоскими щетинками; 4-й и 2-й членики нижнечелюстных щупиков очень длинные (по длине почти равны длине головы), четвертый членик с краями V-образных сенсорных областей, не отмеченных острыми килями; гула луковичная, плавно-округлая. Переднеспинка со слабой или отчетливой антебазальной бороздой, нечеткая срединная антебазальная ямка, заключенная в скобки короткими параллельными килями, латеральные антебазальные ямки точечны. Род был впервые выделен в 2001 году на основании нескольких видов из рода Pselaphus в ходе родовой ревизии, проведённой американским энтомологом профессором Дональдом С. Чандлером (Chandler Donald S.; University of New Hampshire, Durham, Нью-Гэмпшир, США) и отнесён к трибе Pselaphini из подсемейства Pselaphinae.
- Maydena alluvius (Oke, 1928)
- Maydena bryophilus (Lea, 1911)
- Maydena foveiventris (Lea, 1911)
- Maydena longifrons (Raffray, 1909)